# Buriano (Quarrata)
Buriano è una frazione del comune di Quarrata, posta sulle pendici del Montalbano a circa 300 metri di altezza.

## Geografia
Il paese, diviso a sua volta in piccole borgate (Cerretino, il Pollaiolo, Baugiano, il Maestrino, Tacinaia e le Mulina), è interamente abbracciato da ulivete e boschi.
La più importante di queste borgate è quella del Pollaiolo, perché qui è ancora oggi presente la casa del padre dei noti pittori fiorentini del XV secolo, Piero e Antonio Benci, detti del "Pollaiolo" perché il loro padre era un commerciante di polli e a Buriano aveva questa piccola "azienda allevatrice".

## Storia
Di origine molto antica, sicuramente esistente in epoca longobarda, Buriano ebbe nel corso della storia molta importanza tanto che nel Medioevo vi era una delle quattro sedi comunali del territorio quarratino; le altre erano: Tizzana, Montemagno e Vignole, mentre Quarrata era unita a Buriano ed insieme contavano ben 208 fochi, circa 1 160 abitanti.
Oggi nel borgo gli abitanti sono rimasti in pochi, le case che vi sono vengono utilizzate soprattutto nel periodo estivo o durante il fine settimana.

## Chiesa di Buriano
La chiesa, nata come cappella di campagna, fu costruita sopra un guardingo longobardo, che il parroco Don Henny Pietro Innocenti (Vinci, 25 marzo 1912) fece riapparire e restaurare, mostrando nuovamente lo splendore delle mura.
Durante il Settecento la curia di Pistoia concesse l'ampliamento della cappella che venne trasformata nell'attuale struttura; successivamente nel 1853, Nicomede Agati vi costruì un organo a canne, posto sopra la porta d'ingresso (anch'esso fatto restaurare nel 1996 dal suddetto parroco). La ristrutturazione operata a cura del parroco, ha visto la costruzione del piazzale davanti alla chiesa, i restauri alle strutture interne ed esterne ed anche l'introduzione di opere d'arte di pittori e di scultori locali ed internazionali, come Quinto Martini.
Di notevole rilievo a tale riguardo è la via crucis posta lungo la strada che circonda il complesso, la quale è costituita da ben 14 quadri di pittori diversi ed ogni stazione è dotata anche di una croce di legno d'ulivo, proveniente da Gerusalemme.
Ultima per data è l'immissione della statua in bronzo del "Buon Pastore" inaugurata per San Michele Arcangelo nel settembre del 2005.
Oggigiorno il luogo in cui si trova la chiesa ha preso il nome di "Complesso Monumentale di Buriano", con la prospettiva di trasformazione in un museo pubblico.

## Galleria d'immagini

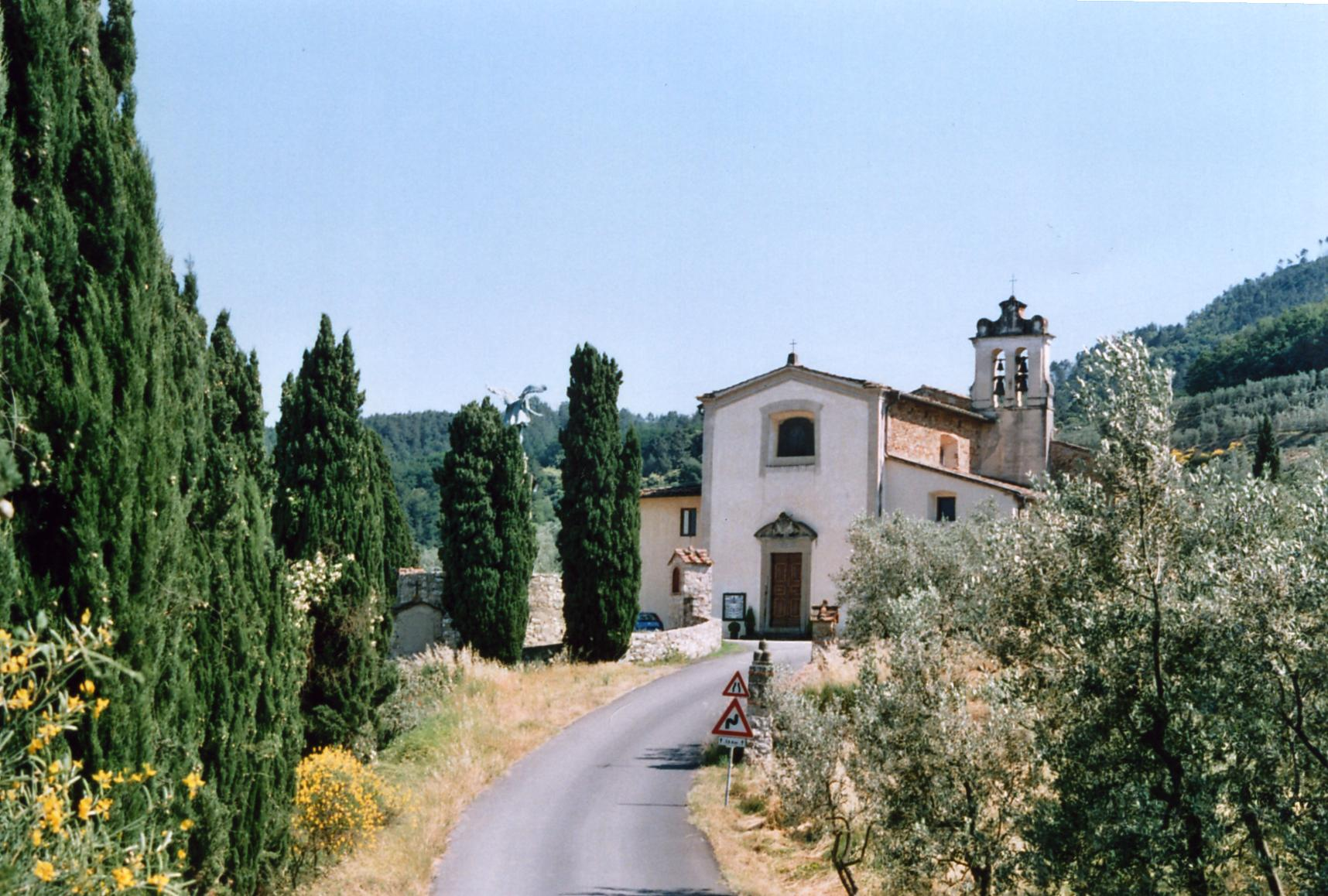
La Chiesa di Buriano
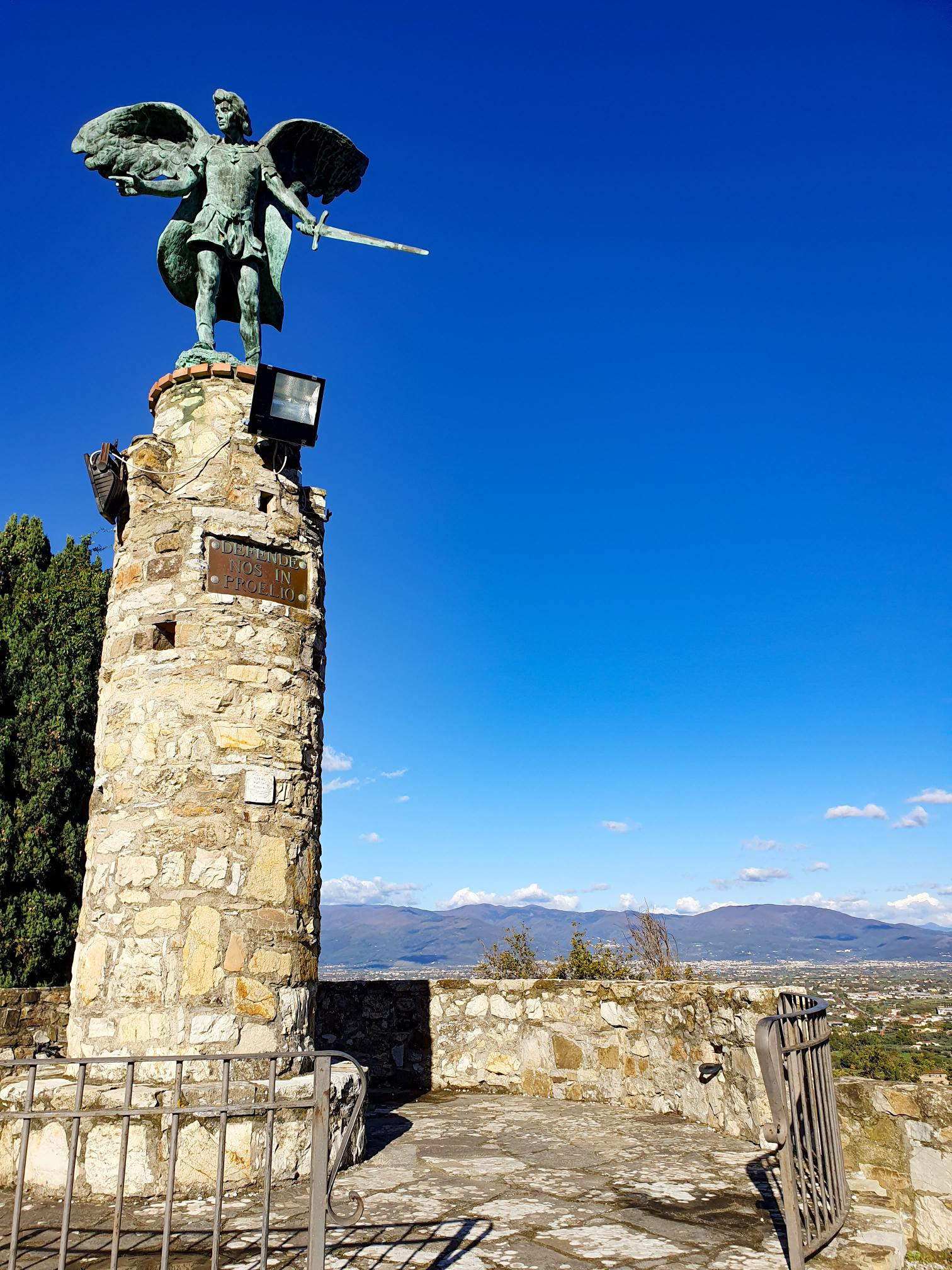
San Michele Arcangelo
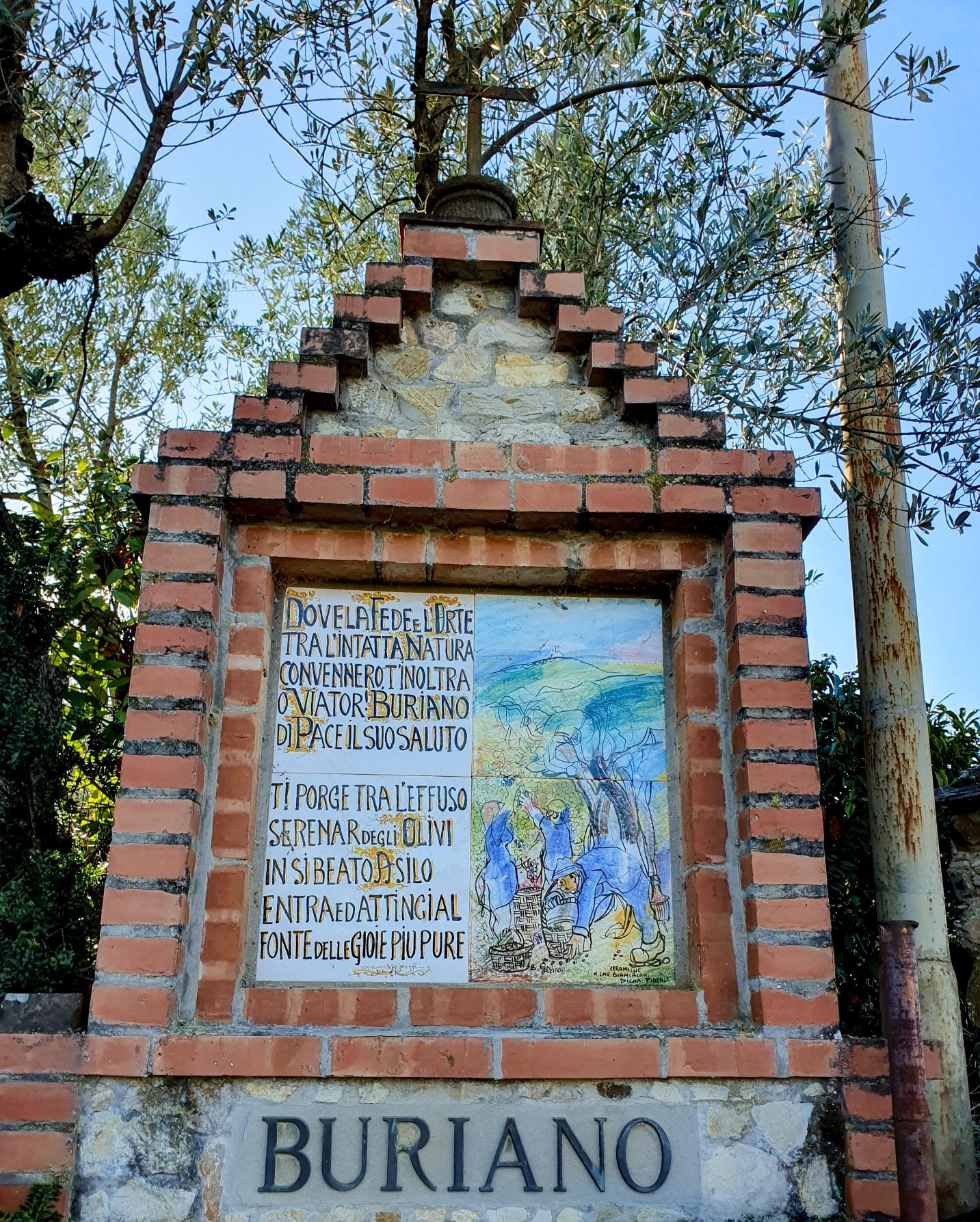
Buriano